# LEGO Education SPIKE

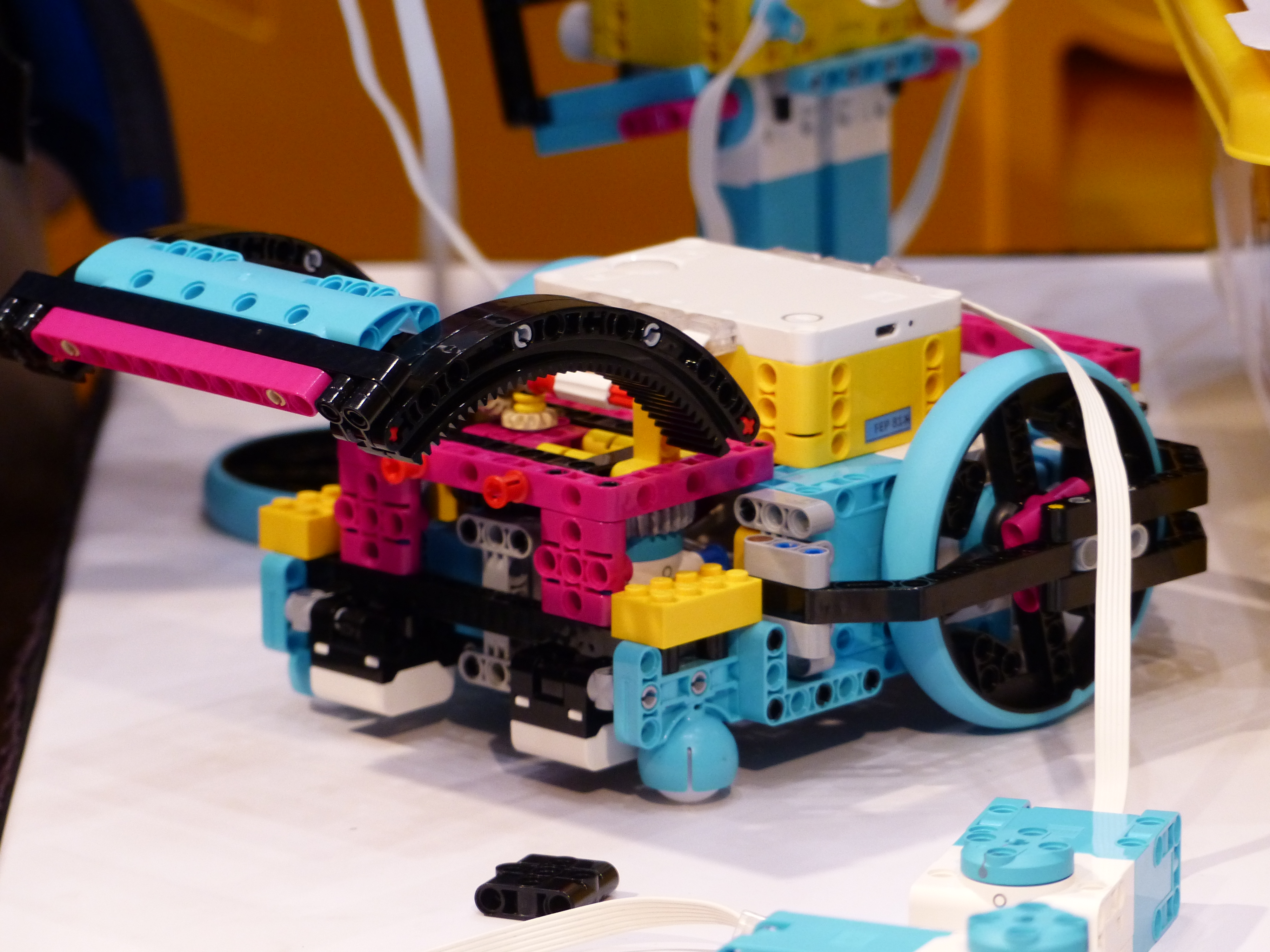
LEGO Education SPIKE PRIME

LEGO Education SPIKEはLEGO社から2020年以降に発売されたプログラム可能なロボットやほかの機械、または対話システムを組むための商品セット。実質的なLEGO MINDSTORMS EV3、WeDo 2.0の後継機。
WROなどのロボコンにも使われている。

## 概要
LEGO Education SPIKEには、2つの種類がある。

### SPIKE プライム
2019年に発表、2020年に発売。LEGO MINDSTORMS EV3の後継機。SPIKE プライムセットとSPIKE プライム拡張セットの2つのセットがある。

#### SPIKE プライムセット
SPIKE プライムセットには、ラージハブやリチウムイオンバッテリー、L/Mモーター、各種センサーに加え523個のパーツが含まれている。
ラージハブはプログラム可能な制御装置で、モーター・センサーを接続できる6つの入出力ポートを備えている。また5 x 5 マスのLED、スピーカー、6軸ジャイロ、Bluetooth接続機能を搭載しており、各種プログラミング言語を用いてプログラムできる。

#### SPIKE プライム拡張セット
SPIKE プライム拡張セットには、モーターとセンサーに加え602個のパーツが含まれている。
プライムセットには含まれていない、より大きなタイヤパーツやギアラックに加えて、シングルボードコンピューターを搭載できるプレートが含まれており、より高度なロボット制作が可能となる。

### SPIKE ベーシック
2021年に発売。LEGO WeDo 2.0の後継機。海外名は「SPIKE Essential」。SPIKE ベーシックセットのみがある。

#### SPIKE ベーシックセット
SPIKE ベーシックセットには、スモールハブやリチウムイオンバッテリー、Sモーター、カラーセンサーなどに加え449個のパーツが含まれている。
スモールハブはプログラム可能な制御装置で、モーター・センサーを接続できる2の入出力ポートを備えている。また6軸ジャイロ、Bluetooth接続機能を搭載しており、SPIKE プライムラージハブと同じようにプログラムできる。

なお、従来機であったEV3、WeDo2.0はSPIKEの発売後に販売停止となっている。

## 従来機との比較
株式会社アフレル公式サイトから公開されている技術情報を基にしている。
|          |              | EV3                                                                                | SPIKE プライム                                                                            |
| -------- | ------------ | ---------------------------------------------------------------------------------- | ----------------------------------------------------------------------------------------- |
| 制御装置 | 名称         | インテリジェンスブロック                                                           | ラージハブ                                                                                |
| 制御装置 | 入出力ポート | 4入力ポート、4出力ポート                                                           | 6ポート                                                                                   |
| 制御装置 | CPU          | ARM 9 （クロック：300MHz）                                                         | ARM Cortex M4 （クロック：100MHz）                                                        |
| 制御装置 | 記憶装置     | 16MB Flashメモリ 64MB ROM                                                          | 1MB Flashメモリ 32MB ROM                                                                  |
| 制御装置 | OS           | Linuxベース                                                                        | MicroPython OS                                                                            |
| 制御装置 | ボタン       | 6ボタン （中央、上下左右、 戻るボタン）                                            | 3ボタン （中央、左右ボタン）                                                              |
| 制御装置 | ディスプレイ | LCD（178 x 128 ピクセル）                                                          | LED（5 x 5 のマス）                                                                       |
| モーター | Lモーター    | Lモーター - 回転数 160-170 RPM - 定格トルク 21 Ncm - 停動トルク 42 Ncm - 重さ 76 g | Lアンギュラモーター - 回転数 135 RPM - 定格トルク 8 Ncm - 停動トルク 25 Ncm - 重さ 70 g   |
| モーター | Mモーター    | Mモーター - 回転数 240-250 RPM - 定格トルク 8 Ncm - 停動トルク 15 Ncm - 重さ 36 g  | Mアンギュラモーター - 回転数 135 RPM - 定格トルク 3.5 Ncm - 停動トルク 18 Ncm - 重さ 50 g |
| センサー | 色測定       | カラーセンサ― - 8色認識 - 反射光、周辺光の測定                                     | カラーセンサ― - 8色認識 - 反射光、周辺光の測定                                            |
| センサー | 距離測定     | 超音波センサー - 測定範囲 3-250 cm - 測定精度 + / - 1cm                            | 距離センサー - 測定範囲 1-200 cm - 測定精度 + / - 1cm                                     |
| センサー | ジャイロ     | ジャイロセンサー - 角度測定精度 + / - 3°                                           | 6軸ジャイロ（本体内蔵）                                                                   |
| センサー | タッチ検知   | タッチセンサー - タッチ検知                                                        | フォースセンサー - タッチ検知 - 圧力測定（最大 10 N）                                     |

WeDo 2.0 や SPIKE ベーシックについての詳細情報は、レゴ及び販売代理店からの情報がないため記載していない。

## プログラミング言語

### SPIKE App
SPIKE プライム、SPIKE ベーシックをプログラムできるアプリケーション。
プログラミング方法は「アイコンブロック」「ワードブロック」「Python（プライム専用）」がある。
動作環境：Windows、Mac、Chromebook、iPad、Androidタブレット（Windows、Mac、Chromebookで利用できるWeb版も存在する。）

#### アイコンブロック
アイコンを横につなげてプログラミングする。アイコンがどのような命令をするかより直感的にわかる。

#### ワードブロック
アイコンを縦につなげてプログラミングする。Scratchベース。

#### Python
SPIKE プライム専用で、テキストプログラミング言語であるMicroPythonを用いてプログラミングできるようになった。

### SPIKE-RT
TOPPERS/ASP3をカーネルに採用しており、C言語でSPIKE プライムをプログラミングできるようにするOS。
動作環境：Windows、Mac、Linux

## 参考
1. ↑  “SPIKE プライム 製品詳細”. （株）アフレル｜ロボットとAI活用・人材育成を支援. 2024年12月10日閲覧。
2. ↑  “SPIKE プライム ラージハブとは |（株）アフレル｜レゴ エデュケーション正規代理店”. （株）アフレル｜ロボットとAI活用・人材育成を支援. 2024年12月10日閲覧。
3. ↑  “レゴ® エデュケーション SPIKE™ プライム拡張セット”. LEGO® Education. 2024年12月10日閲覧。
4. ↑  “SPIKEベーシック”. （株）アフレル｜ロボットとAI活用・人材育成を支援. 2024年12月10日閲覧。
5. ↑  “【重要なお知らせ】レゴ® WeDo 2.0 販売終了のお知らせ”. （株）アフレル｜ロボットとAI活用・人材育成を支援. 2024年12月10日閲覧。
6. ↑  “【重要なお知らせ】教育版レゴ® マインドストーム® EV3 販売終了のお知らせ”. （株）アフレル｜ロボットとAI活用・人材育成を支援. 2024年12月10日閲覧。
7. ↑  “技術情報”. （株）アフレル｜ロボットとAI活用・人材育成を支援. 2024年12月10日閲覧。
8. ↑   spike-rt/spike-rt, spike-rt, (2024-12-08) 2024年12月10日閲覧。